# Falknishorn
Das Falknishorn (oder auch Mazorakopf genannt) ist eine Bergspitze im Rätikon an der Grenze zwischen dem Fürstentum Liechtenstein und dem Kanton Graubünden (Schweiz). Es ist durch einen gut ausgebauten Wanderweg erschlossen und liegt auf einer Höhe von 2451,5 m ü. M.
Das Falknishorn liegt nur einen knappen Kilometer westsüdwestlich des etwas höheren Falknis.

## Quelle
- Manfred Hunziker: Ringelspitz/Arosa/Rätikon, Alpine Touren/Bündner Alpen, Verlag des SAC 2010, ISBN 978-3-85902-313-0, S. 462.